# Elytraria marginata
Elytraria marginata är en akantusväxtart som beskrevs av Vahl. Elytraria marginata ingår i släktet Elytraria och familjen akantusväxter. Inga underarter finns listade i Catalogue of Life.